# Gösta Lyttkens
Gösta Suno Lyttkens, född 27 april 1932 i Visby, är en svensk barn- och ungdomspsykiater.
Lyttkens, som är son till civilingenjör Gunnar Lyttkens och Dagmar Engström, avlade studentexamen i Visby 1951, blev medicine kandidat vid Uppsala universitet 1954 och medicine licentiat där 1959. Han var underläkare på Akademiska sjukhuset 1960–1966, biträdande överläkare vid barn- och ungdomspsykiatriska kliniken där 1966–1969 och överläkare vid barn- och ungdomspsykiatriska kliniken på Visby lasarett från från 1969. Han var sekreterare i Svenska föreningen för barn- och ungdomspsykiatri 1964–1966 och ordförande i dess utbildningsutskott 1967. Han har författat skrifter i pediatrik och barnpsykiatri.